# Ascorhynchus cuculus
Ascorhynchus cuculus is een zeespin uit de familie Ascorhynchidae. De soort behoort tot het geslacht Ascorhynchus. Ascorhynchus cuculus werd in 1969 voor het eerst wetenschappelijk beschreven door Fry & Hedgpeth. 